# 第一次接触 (科幻)
第一次接觸（First Contact）在科幻作品中是指人類和外星生物初次接觸，或是遇到其他有高智能種族的情況。
題材時常運用在人類學的第一次接觸的情況，例如仇外、超驗主義和自然語言學習地球以外的文化。「第一次接觸」的概念可延伸到哲學領域，特別是探討人類如何面對這些事的時候。

## 起源
默里 · 伦斯特的1945年的小說《第一次接觸（小说）》（First Contact），在科幻建立了首例「第一次接觸」，儘管比赫伯特·喬治·威爾斯的小說還來的晚。
自此，「第一次接觸」開始出現在各大科幻作品中，從敵意、戰爭、友好到中立的都有。

## 代表作品

### 小說
- 倪匡《衛斯理系列》
- 史坦尼斯勞·萊姆《索拉力星》、《Fiasco（英语：Fiasco (novel)）》
- 以撒·艾西莫夫《神们自己》
- 亞瑟·查理斯·克拉克《2001太空漫遊》、《Time Odyssey》
- 弗雷德·霍伊爾《A for Andromeda（英语：A for Andromeda）》
- 威爾·艾斯納《Life on Another Planet（英语：Life on Another Planet）》
- 卡爾·薩根《接觸未來》
- 姜峯楠《你一生的故事》
- 安德鲁·诺顿（英语：Andre Norton）《Interstellar Trader》
- 杰克·麦克德维特（英语：Jack McDevitt）《The Hercules Text（英语：The Hercules Text）》
- Stephen Baxter（英语：Stephen Baxter）《Xeelee Sequence（英语：Xeelee Sequence）》
- Larry Niven和Jerry Pournelle《The Mote in God's Eye（英语：The Mote in God's Eye）》
- Bruce Sterling《Schismatrix（英语：Schismatrix）》
- 彼得·沃茨（英语：Peter Watts (author)）《盲视》
- Greg Bear《The Forge of God（英语：The Forge of God）》、《Anvil of Stars（英语：Anvil of Stars）》
- Iain Banks《The Player of Games（英语：The Player of Games）》、《The State of the Art（英语：The State of the Art）》、《Look to Windward（英语：Look to Windward）》、《Excession（英语：Excession）》

### 影視
- 《當地球停止轉動》
- 《2001太空漫遊》
- 《E.T.外星人》
- 《領航員（电影）（英语：Flight of the Navigator）》
- 《外星戀》
- 《魔繭（英语：Cocoon (film)）》
- 《無底洞》
- 《第三類接觸》
- 《天外來客》
- 《星艦迷航記VIII：戰鬥巡航》
- 《接觸未來》
- 《第九禁區》
- 《超級8》
- 《異星入境》

### ACG
- 《涼宮春日系列》
- 《正確的卡多》

## 相關
- 搜尋地外文明計劃